# Amstel Gold Race 1975
L'Amstel Gold Race 1975 fou la 10a edició de l'Amstel Gold Race. La cursa es disputà el 29 de març de 1975. El vencedor final va ser el belga Eddy Merckx, que s'imposà en solitari en la meta de Meerssen. Aquesta fou la segona victòria del Caníbal en aquesta cursa.
138 ciclistes hi van prendre part, acabant la cursa 35 d'ells.

## Classificació final
|    | Ciclista          | Equip                          | Temps      |
| -- | ----------------- | ------------------------------ | ---------- |
| 1  | Eddy Merckx       | Molteni                        | 6h 23' 33" |
| 2  | Freddy Maertens   | Carpenter-Confortluxe-Flandria | + 15"      |
| 3  | Joseph Bruyère    | Molteni                        | + 2' 51"   |
| 4  | André Dierickx    | Rokado                         | m. t.      |
| 5  | Michel Pollentier | Carpenter-Confortluxe-Flandria | m. t.      |
| 6  | Cees Bal          | Gan-Mercier-Hutchinson         | m. t.      |
| 7  | Gerrie Knetemann  | Gan-Mercier-Hutchinson         | m. t.      |
| 8  | Dietrich Thurau   | TI-Raleigh                     | m. t.      |
| 9  | Hennie Kuiper     | Frisol-G.B.C.-Gazelle          | m. t.      |
| 10 | Knut Knudsen      | Jolly Ceramica                 | m. t.      |